# Júlio Borges
Júlio Borges là một đô thị thuộc bang Piauí, Brasil. Đô thị này có diện tích 1290,413 km², dân số năm 2007 là 5251 người, mật độ 4,07 người/km².